# Adobe Premiere Elements
Adobe Premiere Elements est la version grand public du logiciel de montage vidéo Adobe Premiere Pro. Sa première version date de septembre 2004, la dernière de novembre 2019. Il est disponible pour MacOS X ainsi que pour Windows 7.
Ce logiciel fait partie de la gamme « Elements » d'Adobe avec Adobe Photoshop Elements.

## Fonctionnalités
Adobe Premiere Elements est un logiciel de montage vidéo, utilisable sur Mac et Windows.
Les fonctionnalités du logiciel sont comparables à celles de la version payante, mais comportent tout de même plusieurs différences :
- l'interface est simplifiée et propose moins de fonctionnalités que le modèle professionnel ;
- il n'est possible d'ajouter qu'une seule piste audio lors du montage ;
- l'export des montages directement vers les réseaux sociaux est impossible[1].

Le logiciel est moins cher à l'achat qu'Adobe Premiere Pro, et destiné plutôt aux utilisateurs cherchant des fonctionnalités réduites et simples à prendre en main.